# پوتتش
پوتتش (به چکی: Poteč) یک منطقهٔ مسکونی در جمهوری چک است که در ناحیه زلین واقع شده‌است. پوتتش ۱۰٫۵۵ کیلومتر مربع مساحت و ۷۵۶ نفر جمعیت دارد و ۴۳۰ متر بالاتر از سطح دریا واقع شده‌است.